# Drakulics elvtárs
Drakulics elvtárs (en hongarès Camarada Dràcula) és una pel·lícula de comèdia hongaresa filmada des de novembre de 2017 fins a finals de febrer de 2018, estrenada el 2019, dirigida per Márk Bodzsár, protagonitzada per Zsolt Nagy,  Lili Walters i Ervin Nagy.

## Argument
Hongria, 1972. Béla Fábián (Zsolt Nagy), que també va viure la Revolució cubana, torna a Hongria per iniciar una donació de sang benèfica per al poble vietnamita. La contraintel·ligència immediatament es proposa esbrinar si Fabian és amic o enemic. L'acció està encarregada a Mária Magyar (Lili Walters) i László Kun (Ervin Nagy), que són parella civil. Mária intenta guanyar-se la confiança de Fábián com a escorta, mentre la Laci (que és una gran mestra de l'observació i l'escolta) mira els esdeveniments des de la distància i, quan no té un atac de gelosia, pensa. Durant l'operació, cada cop passen més coses sospitoses a l'entorn de Fábián: l'home, d'uns 60 anys, sembla amb prou feines més de 30, té un estil relaxat, condueix un Mustang vermell sang i persegueix les dones, a les que intenta mossegar al coll, beu sang d'una ampolla, pot moure objectes amb la seva voluntat i fins i tot volar, com els vampirs. Les coses es tornen més difícils quan János Kádár (Roland Rába) rep l'ordre dels soviètics d'obtenir la vida eterna per a Leonid Bréjnev, en cas contrari tancaran les aixetes del gas.

## Personatges
- Zsolt Nagy – Béla Fábián "Veres" (camarada Drakulics)
- Lili Walters -  Maria Magyar "Ocell"
- Ervin Nagy – László Kun
- Szabolcs Thuróczy – Miklós Esvégh
- István Znamenák – Jenő Cserkó
- Nelli Szűcs – Senyora Jenő Cserkó
- Roland Rába – János Kádár
- Móni Balsai – Sra. Nádja Barta Istvánné
- Eva Kerekes – camarada Telekes
- Alexandra Borbély – Violeta
- Zsolt Trill – camarada Galambos
- Tibor Bödőcs – Szikra, presentador
- Hanna Paul – Ilona Pollack
- Judit Rezes – Senyora Lajosné Réti
- András Vinnai – Vellai, cambrer
- András Balogh – Giricz, president de TSZ
- Miklós B. Székely – camarada Harangozó
- Anna Mészöly – Valéria Takács
- Eszter Csépai – Senyora Béláné Szmola
- Nari Nguyen – Nguyen Thi Dinh
- Anna Szandtner – Presentadora de notícies
- Thanh-Huy Phan – Jenő
- Balázs Veres – Membre del Partit Comunista
- Daniel Teleky Tóth
- Mark Bodzár

## Premis
- 2020: Premi de la Crítica de Cinema Hongarès - Millor adaptació d'episodi femení: Éva Kerekes
- 2020: Premi de la Crítica de Cinema Hongarès - Millor adaptació d'episodi masculí: Ervin Nagy
- 2020: Premi del Cinema Hongarès - Millor actriu: Lili Walters
- 2020: Premi del Cinema Hongarès - Millor Escenografia: Márton Ágh
- 2020: Premi del Cinema hongarès - Millor so - Attila Tőzsér
- 2020: Premi del Cinema Hongarès - Millor vestuari - Eszter Füzes
- premi al millor guió al LIII Festival Internacional de Cinema Fantàstic de Catalunya[4]

## Taquilla
Segons les xifres de visualització, es van vendre 82.187 entrades.